# 阿瑟縣 (內布拉斯加州)
阿瑟縣（英語：Arthur County）是美国內布拉斯加州西部的一個縣，面積1,860平方公里。根據2020年美國人口普查，共有人口430人，是全州人口最少的縣，也是美國人口第五少的縣。縣治阿瑟（Arthur）。當地超過50%的居民是浸信會會友。該縣成立於1887年3月31日，縣政府於1913年成立；縣名紀念第二十任總統切斯特·艾伦·阿瑟。